# 米德爾赫姆城堡

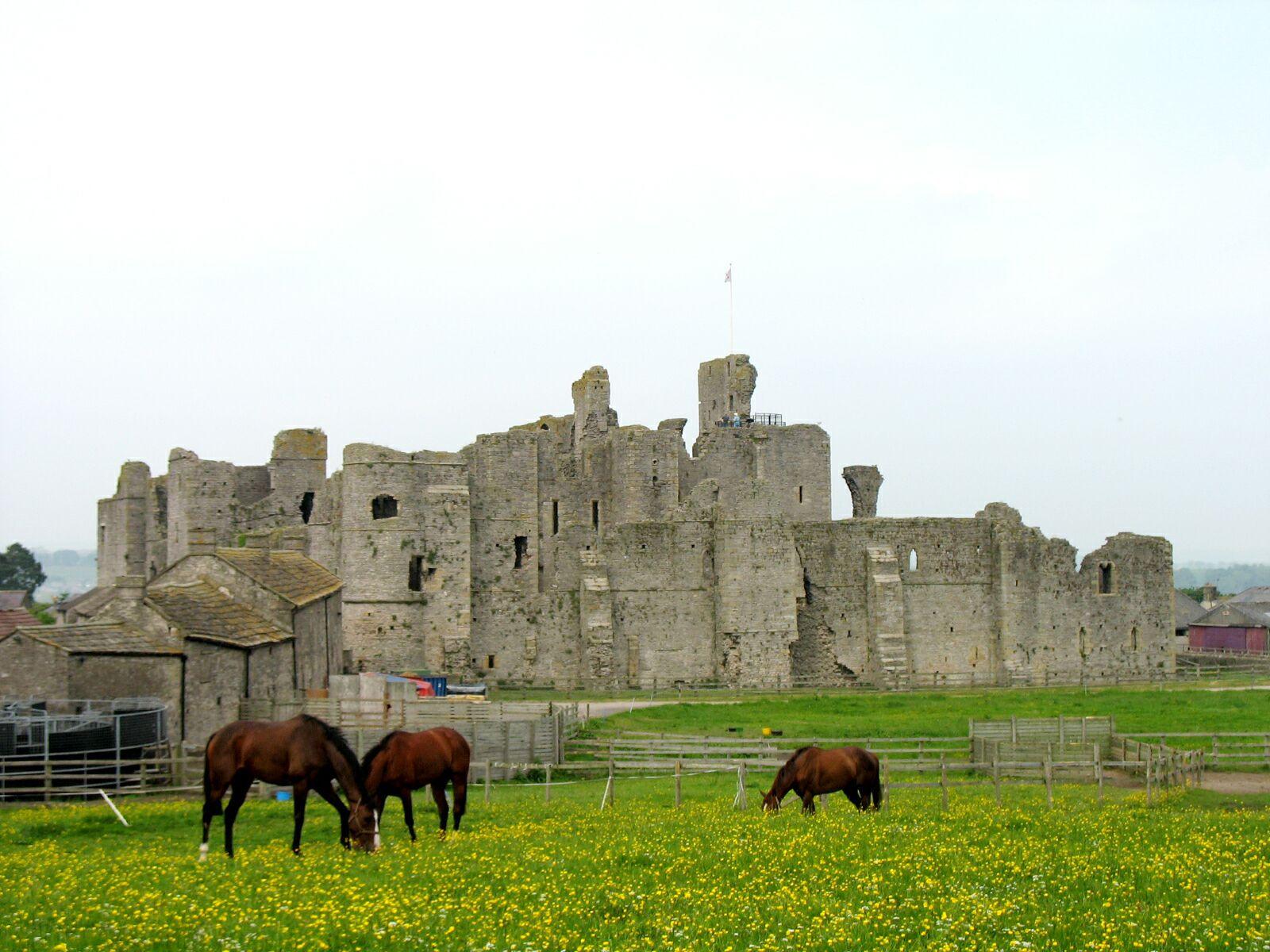

米德爾赫姆城堡（Middleham Castle）是位於英格蘭東北部北約克郡溫斯利代爾地區的的一座城堡，始建於1190年，修建在motte and bailey城堡的附近。這座城堡曾由玫瑰戰爭中的約克公爵所有。17世紀之後城堡陷入荒廢。現在被列入英格蘭遺產接受保護。

## 外部連結
- Teachers' resource pack: English Heritage （页面存档备份，存于）
- Visiting Information:English Heritage （页面存档备份，存于）

54°17′03″N 1°48′25″W / 54.284065°N 1.806900°W